# ハンス＝ヨアヒム・ロッチュ
ハンス＝ヨアヒム・ロッチュ（Hans-Joachim Rotzsch, 1929年4月25日 - 2013年9月25日）は、ドイツ出身の指揮者、テノール歌手。

## 概要
ライプツィヒの生まれ。クルト・トーマスの管轄するフランクフルト音楽ギムナジウムでギュンター・ラミン等の薫陶を受け、1949年からライプツィヒ音楽院で教会音楽を学んだ。1953年に音楽院を卒業後はフリッツ・ポルスターの声楽のレッスンを受け、ライプツィヒ・バッハ・ゾリステンのメンバーとして音楽活動を始めた。1954年には聖トーマス教会のバーゼル公演でヨハン・ゼバスティアン・バッハのヨハネ受難曲のテノール独唱を担当し、テノール歌手としての声望を得た。またラミンの指揮下で聖トーマス教会聖歌隊のボイス・トレーナーを務めるようになり、1965年から1973年までライプツィヒ大学合唱団の指揮者として活躍した。1972年にはトーマスカントルに就任したが、1991年に辞任。その後は2000年までザルツブルク・モーツァルテウム大学の客員教授を務めた。
ライプツィヒにて没。